# Parti démocratique des Albanais
Pour les articles homonymes, voir Shqiptar.
Le Parti démocratique des Albanais (en albanais : Partia Demokratike Shqiptare, abrégé en PDSH, en macédonien : Демократска партија на Албанците, Demokratska Partija na Albancite) est un parti politique macédonien.
Le PDSH veut représenter les Albanais de Macédoine du Nord pour leur accorder plus de droits en Macédoine du Nord. Le PDSH depuis ses débuts se distingue par son action exclusivement politique et associative. Il a longtemps été concurrent avec le Parti pour la prospérité démocratique (PPD) avant de l'intégrer pour toucher le plus d'Albanais possible.
Le PDSH a été rejoint et dépassé par l'Union démocratique pour l'intégration (BDI) après l'insurrection albanaise de 2001 en Macédoine. Malgré un résultat plus faible que le BDI lors des législatives de 2002, le PDSH est choisi pour la coalition gouvernementale dirigée par l'Organisation révolutionnaire macédonienne intérieure - Parti démocratique pour l'Unité nationale macédonienne (VMRO-DPMNE, parti macédonien). Ce qui a provoqué des manifestations de la part du BDI.
Après 2001, le PDSH et le BDI se livrent une lutte pour le pouvoir et la légitimité auprès des Albanais de Macédoine du Nord. Certains assassinats de part et d'autre restent inexpliqués.
Lors des élections présidentielles de mars 2009, la candidate du PDSH Mirushe Hoxha n'obtient que 3,25 % des votes. Le BDI est lui aussi désavoué avec 6,53 %. Ces deux partis sont dépassés par "La nouvelle démocratie" Demokracia e Re en albanais de Imer Selmani 13,32 % des votes.
Les électeurs albanais ont perdu confiance envers le PDSH, qui est dépassé par le parti nationaliste albanais BDI et le tout nouveau parti DR. Le PDSH est pourtant le premier parti politique albanais de Macédoine.